# Glider (album)
Glider – minialbum shoegaze'owej grupy My Bloody Valentine wydany w kwietniu 1990 roku przez Creation Records w Wielkiej Brytanii i przez Sire Records w USA. Utwór Soon został użyty w 1991 roku na płycie Loveless.

## Lista utworów
Wszystkie utwory napisane przez Kevina Shieldsa, wyjątki podano w nawiasach.

### 7"
Numer katalogowy: CRE073
1. Soon – 7:00
2. Glider – 3:10

### Pierwszy12"
Numer katalogowy: CRE073T. Wydany też jako singel na kasecie (CRESC073) i CD (CRESCD073).
1. Soon – 7:00
2. Glider – 3:10
3. Don't Ask Why – 4:03
4. Off Your Face – 4:15 (Shields/Bilinda Butcher)

### Drugi 12"
Numer katologowy: CRE073T (albo CRE073TX).
1. Soon (The Andrew Weatherall Mix) – 7:33
2. Glider (Kevin Shields Remix) – 10:20

## Twórcy
- Kevin Shields – gitara, wokal, sampler
- Bilinda Butcher – gitara, wokal
- Colm Ó Cíosóig – perkusja
- Debbie Googe – gitara basowa
- My Bloody Valentine – produkcja
- Alan Moulder – inżynier
- Andrew Weatherall – remiksy
- Designland – design
- Sam Harris – fotograf